# Oporinia fimbriata
Oporinia fimbriata là một loài bướm đêm trong họ Geometridae.